# Институтский профессор
Звание институтского профессора (англ. Institute Professor) присуждается в Массачусетском технологическом институте небольшому количеству его членов за особые достижения. Обычно не более двенадцати профессоров удостаиваются этого звания в любой момент времени.

## Некоторые из институтских профессоров
- Джон Дейч — химия,
- Изадор Зингер — математика,
- Джером Фридман — физика,
- Джон Харбисон[англ.] — музыка,
- Ноам Хомский — лингвистика,
- Барбара Лисков — информатика,
- Милдред Дресселгауз — физика,
- Пол Самуэльсон — экономика,
- Питер Даймонд — экономика,
- Дарон Аджемоглу — экономика,
- Салли Чисхолм — биология океана,
- Энн Грейбил — неврология,
- Пола Хаммонд — Biomaterial[англ.],
- Роберт Лэнджер — химическая технология,
- Рон Ривест — информатика,
- Филлип Шарп — генетика,
- Дейвид Балтимор — биология.